# ورونیکا کک کوباژووا
ورونیکا کک کوباژووا (چکی: Veronika Khek Kubařová؛ ۱ ژوئن ۱۹۸۷) بازیگر اهل جمهوری چک است. وی از سال ۲۰۰۳ میلادی تاکنون مشغول فعالیت بوده‌است.
از فیلم‌هایی که وی در آن‌ها نقش داشته‌است، می‌توان به لیدیتسه، سه برادر و زنان فراری اشاره نمود.